# Lovrijenac
Lovrijenac ou fort Lovrijenac, parfois appelé forteresse Saint-Laurent et surnommé le « Gibraltar de Dubrovnik », est une forteresse située à l'extérieur du mur ouest de la ville de Dubrovnik, en Croatie, près de la mer. Il garde l'accès à la ville tant par la mer que par la terre. La légende raconte qu'il a été construit en seulement trois mois, pour prendre de vitesse les vénitiens qui voulaient contrôler la ville.

## Histoire
Construite sur un rocher à pic de 37 mètres de haut surplombant la mer, la forteresse Lovrijenac est l'un des sites les plus impressionnants de Dubrovnik. Cette forteresse détachée était de première importance pour la défense de la partie occidentale de Dubrovnik, à la fois contre les attaques terrestres et maritimes. Pendant son service, la forteresse était dotée d'une garnison de 25 hommes et d'un commandant du fort.
Les chronologistes datent le fort de 1018 ou 1038. Cependant, les premières traces de l'existence du fort datent de 1301, lorsque le conseil a voté pour le commandant du fort.
Selon la légende, au XIe siècle, Venise prévoyait de retrancher ses troupes sur ce rocher en face de Dubrovnik et de construire une forteresse afin de conquérir la ville. Cependant, Dubrovnik a eu vent de ce plan et les citoyens se sont mobilisés pour construire une forteresse à cet endroit même avant l'arrivée des Vénitiens. Le projet de construction avait été couronné de succès et lorsque les Vénitiens sont arrivés avec des navires transportant des troupes et du matériel, ils ont été surpris de constater que leur plan avait échoué.
La forteresse a été améliorée à plusieurs reprises depuis sa construction, les principales modifications ayant été apportées au cours des XVe et XVIe siècles, à l'époque où le constructeur municipal I. K. Zanchi de Pesaro réparait les parapets. Ayant subi des dommages lors du tremblement de terre de 1667, Lovrijenac a également été réparé au XVIIe siècle.

## Description technique

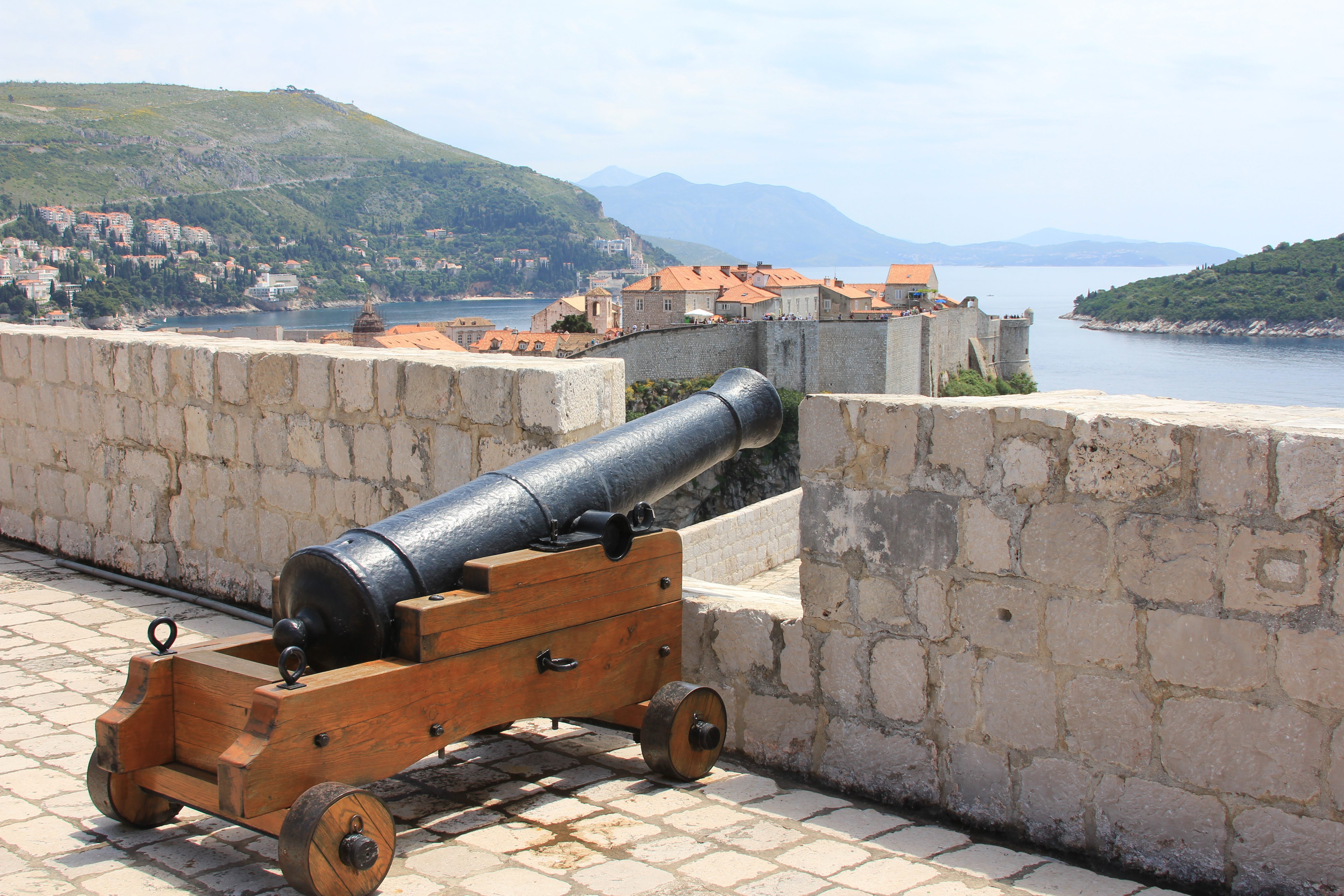
Canon au Fort Lovrijenac, Dubrovnik

La forteresse a une cour quadrilatérale avec des arcs puissants. Comme la hauteur est inégale, elle possède 3 terrasses avec de puissants parapets, le plus large regardant le sud vers la mer.
Lovrijenac était défendu par 10 gros canons, le plus gros étant "Gušter" (le Lézard), merveilleusement sculpté et décoré. Il n'a jamais tiré un seul coup. Il a été conçu et coulé en 1537 par le maître fondeur Ivan Rabljanin. Le Lézard est aujourd'hui perdu au fond de la mer au-dessous de Lovrijenac, car à l'époque où la forteresse était désarmée par les troupes autrichiennes au 19e siècle, une corde retenant le canon s'est rompue pendant le levage et le transport, et le canon est donc tombé dans les profondeurs. Il n'a jamais été récupéré.
Étant donné qu'il s'agit d'une forteresse dominante dont la capture pourrait menacer la position défensive de tout Dubrovnik, un mécanisme de sécurité a été conçu dans la forteresse. Les murs exposés à la mer et aux éventuels tirs ennemis ont une épaisseur de près de 12 mètres (40 pieds), mais la grande surface du mur qui fait face à la ville ne dépasse pas 60 centimètres (2 pieds). La prudence de la République n'était pas seulement dirigée contre l'ennemi étranger, mais aussi contre une éventuelle rébellion du commandant chargé de la garnison du fort. En cas de problème, la mince muraille ne pourrait jamais résister à la puissance de feu de la puissante forteresse de Bokar, située en face de Lovrijenac. De plus, le commandant de la forteresse avait toujours été élu parmi les nobles et remplacé chaque mois.
Au-dessus de l'entrée de la forteresse de Lovrijenac, une ancienne inscription se lit comme suit : NON BENE PRO TOTO LIBERTAS VENDITUR AURO. En traduction : La liberté ne se vend pas pour tout l'or du monde.

## Aujourd'hui
Dans le cadre de la recherche d'un espace adapté aux productions théâtrales pendant le festival d'été de Dubrovnik, il a été observé très tôt que trois terrasses de la forteresse de Lovrijenac avaient un grand potentiel. Lovrijenac est particulièrement adapté comme scène pour "Hamlet" de Shakespeare, et sa production avec la scène d'ambiance de la forteresse de Lovrijenac est inoubliable.